# Guy Jeannard
Pas d'image ? Cliquez ici

a Compétitions nationales et continentales officielles uniquement.

Dernière mise à jour le 3 juillet 2018.
Guy Jeannard, né le 24 février 1972 à Douala, Cameroun, est un joueur de rugby à XV français d'origine camerounaise, qui évolue au poste de deuxième ligne (2,00 m pour 126 kg). Ses surnoms sont "la poutre", "le manager", "le panard", "guitare".

## Biographie
Ayant pratiqué longtemps le tennis, il vient sur le tard au rugby qu'il découvre à l'occasion de ses études à Toulouse.
Il commence chez les juniors du Stade toulousain mais barrés par les futurs internationaux Franck Belot et Hugues Miorin, décide de signer à Blagnac en groupe B2 pour la saison 1993-1994.
Il est alors recruté par le Castres olympique où il s'impose comme titulaire dès sa première saison et atteint alors la finale du championnat contre le Stade toulousain.

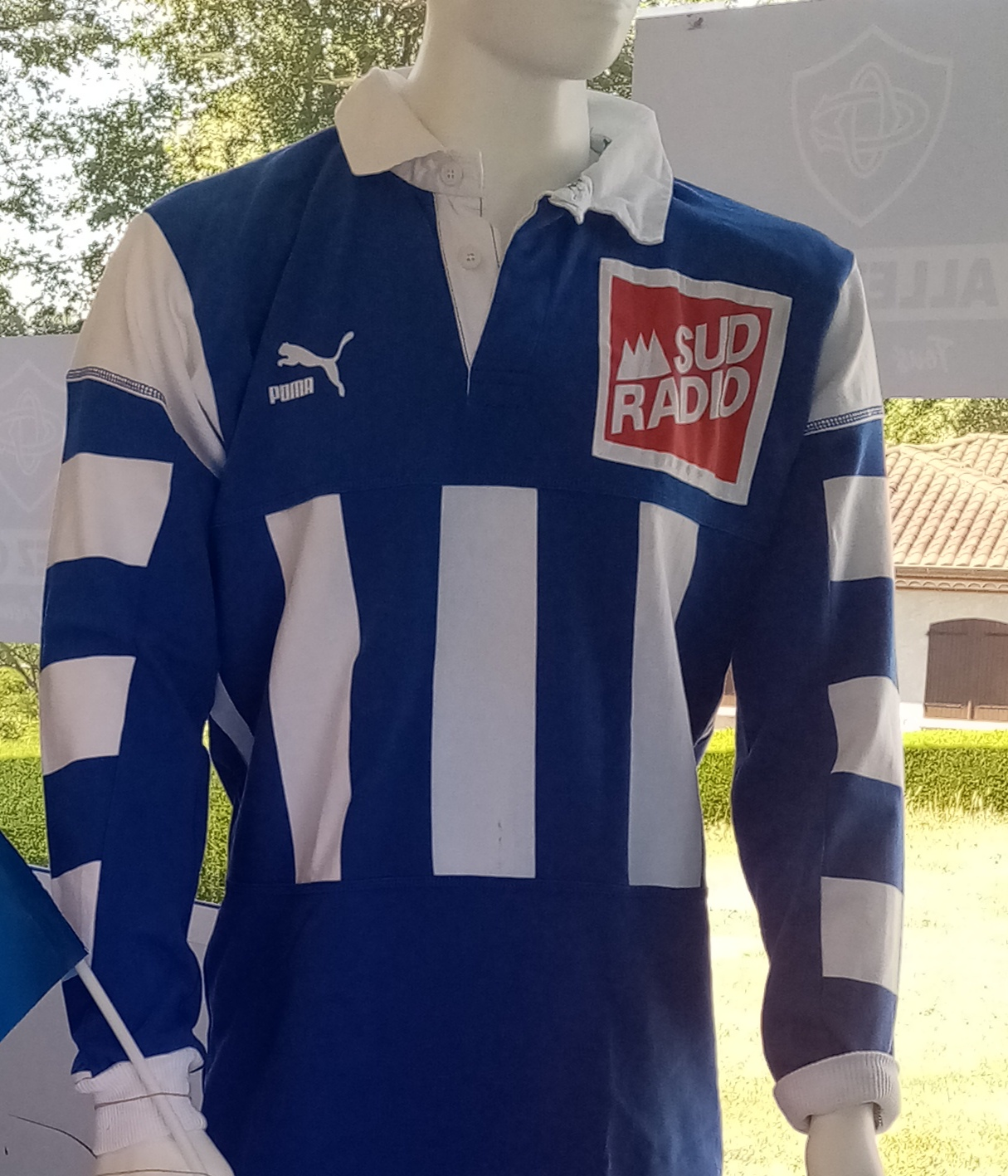
Maillot du Castres Olympique finaliste du championnat de France 1995

Guy Jeannard dispute la saison suivante la Coupe d'Europe où le CO bat la province irlandaise du Munster (19-12) au stade de la Chevalière de Mazamet.

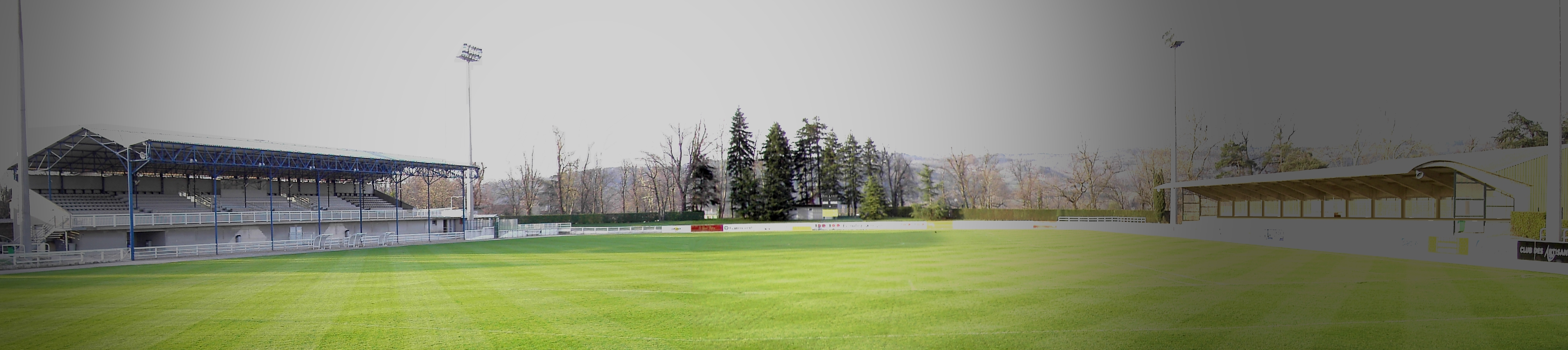
Le Castres olympique affronte les Irlandais du Munster en Coupe d'Europe 1996 au Stade de la Chevalière à Mazamet.

Cependant, le CO manque de peu la qualification pour les demi-finales de l’épreuve à cause d’une défaite 22-10 à Swansea au Pays de Galles où il est expulsé par l'arbitre ce qui entraîne la colère du Président du Pierre-Yves Revol devandera à ses joueurs de quitter le terrain.
Par la suite il joue moins, devancés dans la hiérarchie par Jean-François Gourragne et Colin Gaston et pris par ses études de chimie à l'université Paul-Sabatier de Toulouse.
En manque de temps de jeu, il rejoint alors le RC Toulon pour deux saisons.
Fréquemment aligné la première saison, il joue moins en 1999 et signe alors à l'US Montauban.
S'il connaît la relégation la première année, il remporte en 2001 le championnat de France de Pro D2 contre son ancien club, le RC Toulon.
Il connaît alors deux saisons en Top 16 où Montauban atteint notamment les quarts de finale du challenge européen, battu de 3 points sur l'ensemble des 2 matchs par Bath.
Il joue ensuite pour les clubs de Béziers, Pau, Blagnac et Carcassonne où il termine sa carrière à l'âge de 40 ans.
Il est diplômé du Mastère spécialisé Gestion des Institutions et des Activités sportives, à la Toulouse Business School[réf. nécessaire].

## Palmarès
Avec le Stade toulousain
- Coupe Frantz-Reichel :
  - Vainqueur (1) : 1991

Avec le Castres olympique
- Championnat de France de première division :
  - Vice-champion (1) : 1995
- Challenge européen :
  - Finaliste (1) : 1997[4]

Avec l'US Montauban
- Championnat de France de Pro D2 :
  - Champion (1) : 2001

Avec l'US Carcassonne
- Championnat de France de Fédérale 1 :
  - Champion (1) : 2010